# Tân Hiệp, huyện Tân Châu
Tân Hiệp là một xã thuộc huyện Tân Châu, tỉnh Tây Ninh, Việt Nam.

## Địa lý
Xã Tân Hiệp nằm ở phía bắc huyện Tân Châu, dọc theo đường tỉnh lộ 785, có vị trí địa lý:
- Phía đông giáp xã Suối Dây
- Phía tây giáp huyện Tân Biên
- Phía nam giáp xã Thạnh Đông
- Phía bắc giáp xã Tân Hội.

Xã Tân Hiệp có diện tích 37,93 km², dân số năm 2019 là 7.025 người, mật độ dân số đạt 185 người/km².

## Hành chính
Xã Tân Hiệp được chia thành 5 ấp: Hội Thắng, Tân Bình, Thạnh An, Tân Trường, Thạnh Phú.